# Necia

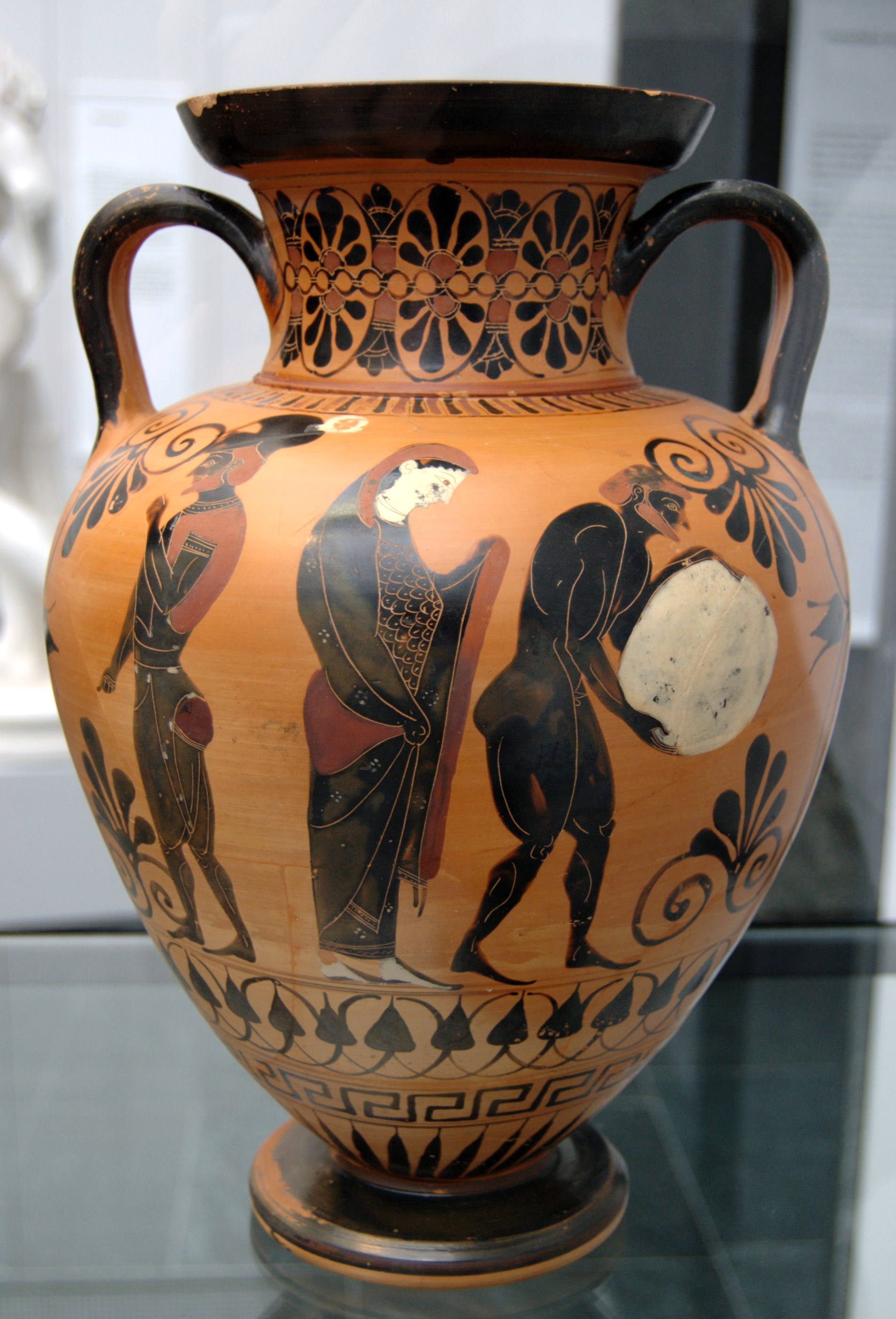
Necia: Àiax el Gran rancuniós, Persèfone supervisant a Sísif l'alçament de la pedra a l'Hades. Àmfora àtica amb tècnica de figures negres, c. 530 aC

En la mitologia grega, la necia o nékyia (grec antic: ἡ νέκυια, hē nékyia 'evocació dels morts') és un ritual d'invocació als morts, en el qual la persona que protagonitza el ritu contacta amb les ànimes dels morts i els fa qüestions. Es tracta, per tant, d'una forma de nigromància. Es diferencia de la catàbasi en el fet que la catàbasi és el viatge físic a l'inframon, mentre que la necia no comporta necessàriament una visita a l'Hades.
Alguns episodis que relaten aquest ritual figuren en el corpus mític d'Hèracles, Teseu i Orfeu; més coneguda, però, és la «consulta dels morts» de l'Odissea (cant XI), que descriu la connexió d'Odisseu amb l'espai de l'Hades. En aquesta acció Odisseu no «descendeix» a l'inframon, sinó que convoca les ombres dels morts per tal de consultar l'ànima del profeta Tirèsias sobre com tornar a Ítaca. Sacrifica un xai en un clot perquè Tirèsias en bega la sang, entre altres ritus d'accés. A més, es reuneix i parla amb les ànimes dels herois morts. La necia de l'Odissea reflecteix els costums i creences del culte de la nigromància, que és la consulta dels morts com un mitjà d'endevinació. Les restes del que degué ser el temple més important de nigromància, el Necromantèon (Nekromanteion), són en un jaciment arqueològic sobre un turó de dalt del qual es pot observar el riu Aqueront al nord-oest de Grècia. Aquest lloc és també conegut com a Neciomantèon (νεκυομαντεῖον nekyomanteíon).
Virgili relata el descens a l'Hades de l'heroi Eneas. El descens de Jesús als inferns en la tradició cristiana també és una necia, i l'infern de Dant és també en essència una necia, encara que el coneixement del Dant sobre mitologia grega fos de segona mà, per fonts llatines com ara el Dictis de Creta i el Dares Frigi.
Nekyia és també un nom popular assumit per molts projectes d'art i performance o grups de música.